# Coupe du monde des nations d'athlétisme 1979
La 2e coupe du monde des nations d'athlétisme s'est déroulée du 24 au 26 août 1979 au Stade olympique à Montréal au Canada.
| Courses: 100 m - 200 m - 400 m - 800 m - 1 500 m - 3 000 m - 5 000 m - 10 000 m Obstacles: 100 m haies - 110 m haies - 400 m haies - 3 000 m steeple Sauts: Hauteur - Longueur - Triple saut - Perche Lancers: Javelot - Disque - Poids - Marteau Relais: 4 × 100 m - 4 × 400 m |

## Résultats
L'équipe d'Europe est la seule équipe continentale à s'intercaler entre les équipes nationales.
| Place | Pays ou continent  | Points |
| ----- | ------------------ | ------ |
| 1     | États-Unis         | 119    |
| 2     | Europe             | 112    |
| 3     | Allemagne de l'Est | 108    |
| 4     | Union soviétique   | 102    |
| 5     | Amériques          | 98     |
| 6     | Afrique            | 84     |
| 7     | Océanie            | 58     |
| 8     | Asie               | 36     |

| Place | Pays ou continent  | Points |
| ----- | ------------------ | ------ |
| 1     | Allemagne de l'Est | 106    |
| 2     | Union soviétique   | 98     |
| 3     | Europe             | 88     |
| 4     | États-Unis         | 76     |
| 5     | Amériques          | 68     |
| 6     | Océanie            | 47     |
| 7     | Afrique            | 30     |
| 8     | Asie               | 26     |

## 100 m
| Rang | Pays ou continent  | Athlète               | Temps   |
| ---- | ------------------ | --------------------- | ------- |
| 1    | États-Unis         | James Sanford         | 10 s 17 |
| 2    | Amériques          | Silvio Leonard        | 10 s 26 |
| 3    | Europe             | Marian Woronin        | 10 s 28 |
| 4    | Allemagne de l'Est | Olaf Prenzler         | 10 s 33 |
| 5    | Afrique            | Ernest Obeng          | 10 s 36 |
| 6    | Océanie            | Richard James         | 10 s 49 |
| 7    | Asie               | Suchart Chairsuvaparb | 10 s 51 |
| 8    | Union soviétique   | Nikolay Kolesnikov    | 11 s 47 |

| Rang | Pays ou continent  | Athlète              | Temps   |
| ---- | ------------------ | -------------------- | ------- |
| 1    | États-Unis         | Evelyn Ashford       | 11 s 06 |
| 2    | Allemagne de l'Est | Marlies Göhr         | 11 s 17 |
| 3    | Europe             | Annegret Richter     | 11 s 36 |
| 4    | Union soviétique   | Lyudmila Kondratyeva | 11 s 47 |
| 5    | Amériques          | Angella Taylor       | 11 s 50 |
| 6    | Océanie            | Helen Edwards        | 11 s 67 |
| 7    | Afrique            | Oguzoeme Nsenu       | 11 s 78 |
| 8    | Asie               | Emiko Konishi        | 12 s 31 |

## 200 m
| Rang | Pays ou continent  | Athlète         | Temps   |
| ---- | ------------------ | --------------- | ------- |
| 1    | Amériques          | Silvio Leonard  | 20 s 34 |
| 2    | Europe             | Leszek Dunecki  | 20 s 50 |
| 3    | Afrique            | Peter Okodogbe  | 20 s 69 |
| 4    | Allemagne de l'Est | Bernhard Hoff   | 20 s 73 |
| 5    | États-Unis         | Mel Lattany     | 20 s 75 |
| 6    | Union soviétique   | Viktor Burakov  | 20 s 96 |
| 7    | Asie               | Yasuhiro Harada | 21 s 14 |
| 8    | Océanie            | Barry Besanko   | 21 s 19 |

| Rang | Pays ou continent  | Athlète              | Temps   |
| ---- | ------------------ | -------------------- | ------- |
| 1    | États-Unis         | Evelyn Ashford       | 21 s 83 |
| 2    | Allemagne de l'Est | Marita Koch          | 22 s 02 |
| 3    | Union soviétique   | Lyudmila Kondratyeva | 22 s 66 |
| 4    | Europe             | Annegret Richter     | 22 s 78 |
| 5    | Amériques          | Angella Taylor       | 22 s 83 |
| 6    | Afrique            | Hannah Afriyie       | 23 s 61 |
| 7    | Océanie            | Kim Robertson        | 23 s 78 |
| 8    | Asie               | Sumiko Kaihara       | 24 s 60 |

## 400 m
| Rang | Pays ou continent  | Athlète                | Performance |
| ---- | ------------------ | ---------------------- | ----------- |
| 1    | Afrique            | Hassan el-Kashief      | 45 s 39     |
| 2    | Union soviétique   | Nikolay Chernetskiy    | 46 s 06     |
| 3    | États-Unis         | Tony Darden            | 46 s 12     |
| 4    | Europe             | Franz-Peter Hofmeister | 46 s 36     |
| 5    | Allemagne de l'Est | Frank Schaffer         | 46 s 40     |
| 6    | Amériques          | Colin Bradford         | 46 s 88     |
| 7    | Océanie            | Jim O'Sullivan         | 48 s 20     |
| 8    | Asie               | Shoichi Handa          | 48 s 58     |

| Rang | Pays ou continent  | Athlète            | Performance |
| ---- | ------------------ | ------------------ | ----------- |
| 1    | Allemagne de l'Est | Marita Koch        | 48 s 97     |
| 2    | Union soviétique   | Mariya Kulchunova  | 50 s 60     |
| 3    | Europe             | Irena Szewinska    | 51 s 15     |
| 4    | Amériques          | Marita Payne       | 53 s 01     |
| 5    | Océanie            | Terri-Anne Wangman | 53 s 44     |
| 6    | Afrique            | Ruth Waithera      | 53 s 60     |
| 7    | États-Unis         | Patricia Jackson   | 54 s 37     |
| 8    | Asie               | Rita Sen           | 57 s 76     |

## 800 m
| Rang | Pays ou continent  | Athlète             | Temps         |
| ---- | ------------------ | ------------------- | ------------- |
| 1    | Afrique            | James Maina Boi     | 1 min 47 s 69 |
| 2    | États-Unis         | James Robinson      | 1 min 47 s 85 |
| 3    | Europe             | Willi Wülbeck       | 1 min 47 s 88 |
| 4    | Allemagne de l'Est | Olaf Beyer          | 1 min 47 s 90 |
| 5    | Amériques          | Agberto Guimarães   | 1 min 48 s 8  |
| 6    | Union soviétique   | Anatoliy Reshetnyak | 1 min 49 s 4  |
| 7    | Océanie            | John Higham         | 1 min 50 s 2  |
| 8    | Asie               | Faleh Naji          | 1 min 55 s 4  |

| Rang | Pays ou continent  | Athlète             | Temps         |
| ---- | ------------------ | ------------------- | ------------- |
| 1    | Europe             | Nikolina Shtereva   | 2 min 00 s 52 |
| 2    | Union soviétique   | Nadiya Mushta       | 2 min 01 s 09 |
| 3    | Allemagne de l'Est | Anita Weiss         | 2 min 01 s 33 |
| 4    | Amériques          | Anne Mackie-Morelli | 2 min 02 s 01 |
| 5    | Océanie            | Charlene Rendina    | 2 min 02 s 62 |
| 6    | Afrique            | Mary Chemweno       | 2 min 04 s 49 |
| 7    | États-Unis         | Wendy Knudson       | 2 min 06 s 06 |
| 8    | Asie               | Geeta Zutshi        | 2 min 10 s 31 |

## 1 500 m
| Rang | Pays ou continent  | Athlète             | Performance   |
| ---- | ------------------ | ------------------- | ------------- |
| 1    | Europe             | Thomas Wessinghage  | 3 min 46 s 00 |
| 2    | Union soviétique   | Vladimir Ponomaryev | 3 min 46 s 13 |
| 3    | Allemagne de l'Est | Jürgen Straub       | 3 min 46 s 30 |
| 4    | États-Unis         | Steve Scott         | 3 min 46 s 78 |
| 5    | Afrique            | Michael Boit        | 3 min 46 s 85 |
| 6    | Océanie            | Steve Foley         | 3 min 47 s 8  |
| 7    | Amériques          | Paul Craig          | 3 min 48 s 1  |
| 8    | Asie               | Rattan Singh        | 3 min 52 s 4  |

| Rang | Pays ou continent  | Athlète               | Performance        |
| ---- | ------------------ | --------------------- | ------------------ |
| 1    | Allemagne de l'Est | Christiane Wartenberg | 4 min 06 s 88      |
| 2    | Union soviétique   | Giana Romanova        | 4 min 08 s 73      |
| 3    | États-Unis         | Francie Larrieu       | 4 min 09 s 16      |
| 4    | Afrique            | Sakina Boutamine      | 4 min 12 s 13      |
| 5    | Océanie            | Alison Wright         | 4 min 13 s 48      |
| 6    | Amériques          | Brit McRoberts        | 4 min 15 s 33      |
| 7    | Asie               | Kumiko Kobayashi      | 4 min 47 s 61      |
| 8    | Europe             | Tonka Petrova         | DSQ(4 min 06 s 47) |

## 3 000 m
| Rang | Pays ou continent  | Athlète           | Performance   |
| ---- | ------------------ | ----------------- | ------------- |
| 1    | Union soviétique   | Svetlana Ulmasova | 8 min 36 s 34 |
| 2    | Europe             | Grete Waitz       | 8 min 38 s 59 |
| 3    | États-Unis         | Francie Larrieu   | 8 min 53 s 02 |
| 4    | Allemagne de l'Est | Ursula Sauer      | 9 min 13 s 27 |
| 5    | Océanie            | Barbara Moore     | 9 min 19 s 65 |
| 6    | Amériques          | Shauna Miller     | 9 min 20 s 28 |
| 7    | Afrique            | Sakina Boutamine  | 9 min 30 s 73 |
| 8    | Asie               | Tashiko Kumagai   | 9 min 52 s 95 |

## 5 000 m
| Rang | Pays ou continent  | Athlète           | Temps         |
| ---- | ------------------ | ----------------- | ------------- |
| 1    | Afrique            | Miruts Yifter     | 13 min 35 s 9 |
| 2    | Union soviétique   | Valeriy Abramov   | 13 min 37 s 6 |
| 3    | Europe             | Markus Ryffel     | 13 min 38 s 6 |
| 4    | Allemagne de l'Est | Hansjörg Kunze    | 13 min 39 s 8 |
| 5    | Amériques          | Rodolfo Gómez     | 13 min 40 s 6 |
| 6    | États-Unis         | Matt Centrowitz   | 13 min 42 s 0 |
| 7    | Océanie            | David Fitsimmons  | 13 min 45 s 1 |
| 8    | Asie               | Gopal Singh Saini | 14 min 26 s 8 |

## 10 000 m
| Rang | Pays ou continent  | Athlète               | Temps          |
| ---- | ------------------ | --------------------- | -------------- |
| 1    | Afrique            | Miruts Yifter         | 27 min 53 s 07 |
| 2    | États-Unis         | Craig Virgin          | 27 min 59 s 55 |
| 3    | Union soviétique   | Aleksandras Antipovas | 28 min 25 s 17 |
| 4    | Océanie            | Gerard Barratt        | 28 min 29 s 76 |
| 5    | Amériques          | Peter Butler          | 28 min 40 s 83 |
| 6    | Allemagne de l'Est | Werner Schildhauer    | 29 min 15 s 52 |
| 7    | Europe             | John Treacy           | 29 min 25 s 30 |
| 8    | Asie               | Edward Vincent        | 29 min 26 s 50 |

## 110 m haies/100 m haies
| Rang | Pays ou continent  | Athlète            | Temps   |
| ---- | ------------------ | ------------------ | ------- |
| 1    | États-Unis         | Renaldo Nehemiah   | 13 s 39 |
| 2    | Allemagne de l'Est | Thomas Munkelt     | 13 s 42 |
| 3    | Amériques          | Alejandro Casanas  | 13 s 44 |
| 4    | Union soviétique   | Aleksandr Puchkov  | 13 s 74 |
| 5    | Europe             | Jan Pusty          | 13 s 88 |
| 6    | Afrique            | Godwin Obasogie    | 14 s 18 |
| 7    | Océanie            | Michael Wilson     | 14 s 59 |
| 8    | Asie               | Yoshifumi Fujimori | DNF     |

| Rang | Pays ou continent  | Athlète           | Temps   |
| ---- | ------------------ | ----------------- | ------- |
| 1    | Europe             | Grazyna Rabsztyn  | 12 s 67 |
| 2    | Union soviétique   | Tatyana Anisimova | 12 s 75 |
| 3    | Allemagne de l'Est | Kerstin Claus     | 13 s 03 |
| 4    | États-Unis         | Debbie LaPlante   | 13 s 23 |
| 5    | Amériques          | Sharon Lane       | 13 s 63 |
| 6    | Océanie            | Penny Gillies     | 13 s 88 |
| 7    | Afrique            | Judy Bell-Gam     | 13 s 93 |
| 8    | Asie               | Emi Akimoto       | 14 s 28 |

## 400 m haies
| Rang | Pays ou continent  | Athlète          | Temps   |
| ---- | ------------------ | ---------------- | ------- |
| 1    | États-Unis         | Edwin Moses      | 47 s 53 |
| 2    | Europe             | Harald Schmid    | 48 s 71 |
| 3    | Union soviétique   | Vasyl Arkhypenko | 48 s 97 |
| 4    | Allemagne de l'Est | Volker Beck      | 49 s 66 |
| 5    | Océanie            | Peter Grant      | 50 s 20 |
| 6    | Amériques          | Antonio Ferreira | 50 s 54 |
| 7    | Afrique            | Daniel Kimaiyo   | 50 s 55 |
| 8    | Asie               | Hassan Kadhum    | DNS     |

| Rang | Pays ou continent  | Athlète          | Performance |
| ---- | ------------------ | ---------------- | ----------- |
| 1    | Allemagne de l'Est | Bärbel Klepp     | 55 s 83     |
| 2    | Union soviétique   | Marina Makeyeva  | 56 s 02     |
| 3    | États-Unis         | Debbie Esser     | 56 s 75     |
| 4    | Europe             | Christine Warden | 57 s 20     |
| 5    | Océanie            | Lynette Young    | 58 s 80     |
| 6    | Amériques          | Francine Gendron | 60 s 91     |
| 7    | Asie               | Yumiko Aoi       | 61 s 02     |
| 8    | Afrique            | Fatima El Faquir | 67 s 42     |

## 3 000 m steeple
| Rang | Pays ou continent  | Athlète             | Temps         |
| ---- | ------------------ | ------------------- | ------------- |
| 1    | Afrique            | Kiprotich Rono      | 8 min 25 s 97 |
| 2    | Allemagne de l'Est | Ralf Pönitzsch      | 8 min 29 s 28 |
| 3    | Europe             | Mariano Scartezzini | 8 min 29 s 44 |
| 4    | États-Unis         | Henry Marsh         | 8 min 30 s 09 |
| 5    | Asie               | Masanari Shintaku   | 8 min 40 s 00 |
| 6    | Union soviétique   | Anatoliy Dimov      | 8 min 46 s 23 |
| 7    | Amériques          | Philippe Lahuerte   | 8 min 54 s 68 |
| 8    | Océanie            | Howard Healey       | 9 min 15 s 06 |

## Saut en hauteur
| Rang | Pays ou continent  | Athlète             | Performance |
| ---- | ------------------ | ------------------- | ----------- |
| 1    | États-Unis         | Franklin Jacobs     | 2,27 m      |
| 2    | Europe             | Jacek Wszola        | 2,27 m      |
| 3    | Union soviétique   | Aleksandr Grigoryev | 2,24 m      |
| 4    | Allemagne de l'Est | Rolf Beilschmidt    | 2,24 m      |
| 5    | Amériques          | Milton Ottey        | 2,10 m      |
| 6    | Afrique            | Othmane Belfaa      | 2,10 m      |
| 7    | Asie               | Kazunori Koshikawa  | 2,05 m      |
| 8    | Océanie            | Michael Dick        | 2,00 m      |

| Rang | Pays ou continent  | Athlète             | Performance |
| ---- | ------------------ | ------------------- | ----------- |
| 1    | Amériques          | Deborah Brill       | 1,96 m      |
| 2    | Europe             | Sara Simeoni        | 1,94 m      |
| 3    | Union soviétique   | Nina Serbina        | 1,90 m      |
| 4    | Allemagne de l'Est | Rosemarie Ackermann | 1,87 m      |
| 5    | États-Unis         | Louise Ritter       | 1,87 m      |
| 6    | Océanie            | Catherine Soanes    | 1,78 m      |
| 7    | Asie               | Zheng Dazhen        | 1,75 m      |
| 8    | Afrique            | Kawther Akrémi      | 1,65 m      |

## Saut en longueur
| Rang | Pays ou continent  | Athlète            | Performance |
| ---- | ------------------ | ------------------ | ----------- |
| 1    | États-Unis         | Larry Myricks      | 8,52 m      |
| 2    | Allemagne de l'Est | Lutz Dombrowski    | 8,27 m      |
| 3    | Amériques          | David Giralt       | 8,22 m      |
| 4    | Union soviétique   | Valeriy Pidluzhnyy | 7,88 m      |
| 5    | Océanie            | Gary Honey         | 7,72 m      |
| 6    | Europe             | Grzegorz Cybulski  | 7,66 m      |
| 7    | Asie               | Suresh Babu        | 7,41 m      |
| 8    | Afrique            | Kayode Elegbede    | 7,36 m      |

| Rang | Pays ou continent  | Athlète           | Performance |
| ---- | ------------------ | ----------------- | ----------- |
| 1    | Union soviétique   | Anita Stukane     | 6,64 m      |
| 2    | Allemagne de l'Est | Brigitte Wujak    | 6,55 m      |
| 3    | États-Unis         | Kathy McMillan    | 6,31 m      |
| 4    | Amériques          | Eloina Echevarria | 6,25 m      |
| 5    | Europe             | Doina Anton       | 6,09 m      |
| 6    | Asie               | Sumie Awara       | 5,96 m      |
| 7    | Océanie            | Lynette Jacenko   | 5,91 m      |
| 8    | Afrique            | Bella Bell-Gam    | 5,73 m      |

## Saut à la perche
| Rang | Pays ou continent  | Athlète           | Performance |
| ---- | ------------------ | ----------------- | ----------- |
| 1    | États-Unis         | Mike Tully        | 5,45 m      |
| 2    | Europe             | Patrick Abada     | 5,45 m      |
| 3    | Union soviétique   | Konstantin Volkov | 5,30 m      |
| 4    | Amériques          | Bruce Simpson     | 5,20 m      |
| 5    | Asie               | Itsuo Takanezawa  | 5,00 m      |
| 6    | Allemagne de l'Est | Axel Weber        | 5,00 m      |
| 7    | Océanie            | Bob Huddle        | 4,60 m      |
| 8    | Afrique            | Kaddour Rahal     | NH          |

## Triple saut
| Rang | Pays ou continent  | Athlète                 | Performance |
| ---- | ------------------ | ----------------------- | ----------- |
| 1    | Amériques          | Joao Carlos de Oliveira | 17,02 m     |
| 2    | Union soviétique   | Gennadiy Valyukevich    | 16,94 m     |
| 3    | Océanie            | Ian Campbell            | 16,76 m     |
| 4    | Asie               | Zou Zhenxian            | 16,68 m     |
| 5    | États-Unis         | Willie Banks            | 16,66 m     |
| 6    | Allemagne de l'Est | Lothar Gora             | 16,31 m     |
| 7    | Afrique            | Ajayi Agebebaku         | 16,31 m     |
| 8    | Europe             | Bernard Lamitié         | 15,86 m     |

## Lancer du disque
| Rang | Pays ou continent  | Athlète                | Performance |
| ---- | ------------------ | ---------------------- | ----------- |
| 1    | Allemagne de l'Est | Wolfgang Schmidt       | 66,02 m     |
| 2    | États-Unis         | Mac Wilkins            | 64,92 m     |
| 3    | Amériques          | Luis Delís             | 63,50 m     |
| 4    | Europe             | Knut Hjeltnes          | 63,50 m     |
| 5    | Union soviétique   | Igor Duginyets         | 59,34 m     |
| 6    | Océanie            | Robin Tait             | 54,60 m     |
| 7    | Afrique            | Abderrazak Ben Hassine | 52,82 m     |
| 8    | Asie               | Kiyotaka Kawasaki      | 52,54 m     |

| Rang | Pays ou continent  | Athlète                   | Performance |
| ---- | ------------------ | ------------------------- | ----------- |
| 1    | Allemagne de l'Est | Evelin Jahl               | 65,18 m     |
| 2    | Union soviétique   | Svetlana Melnikova        | 65,14 m     |
| 3    | Amériques          | Maria Cristina Betancourt | 62,84 m     |
| 4    | Europe             | Svetla Bozhkova           | 60,84 m     |
| 5    | Océanie            | Gael Mulhall              | 56,50 m     |
| 6    | Asie               | Li Xiaohui                | 55,64 m     |
| 7    | États-Unis         | Lynne Winbigler           | 50,06 m     |
| 8    | Afrique            | Zoubida Laayouni          | 46,08 m     |

## Lancer du poids
| Rang | Pays ou continent  | Athlète               | Performance |
| ---- | ------------------ | --------------------- | ----------- |
| 1    | Allemagne de l'Est | Udo Beyer             | 20,45 m     |
| 2    | Europe             | Reijo Ståhlberg       | 20,05 m     |
| 3    | Union soviétique   | Aleksandr Baryshnikov | 20,00 m     |
| 4    | États-Unis         | Dave Laut             | 19,42 m     |
| 5    | Amériques          | Bishop Dolegiewicz    | 19,40 m     |
| 6    | Afrique            | Nagui Asaad           | 19,00 m     |
| 7    | Asie               | Mohamed Al-Zinkawi    | 17,25 m     |
| 8    | Océanie            | Ray Rigby             | 16,43 m     |

| Rang | Pays ou continent  | Athlète             | Performance |
| ---- | ------------------ | ------------------- | ----------- |
| 1    | Allemagne de l'Est | Ilona Slupianek     | 20,98 m     |
| 2    | Europe             | Helena Fibingerova  | 19,74 m     |
| 3    | Union soviétique   | Svitlana Krachevska | 19,70 m     |
| 4    | États-Unis         | Maren Seidler       | 18,86 m     |
| 5    | Amériques          | Maria Elena Sarria  | 18,59 m     |
| 6    | Asie               | Shen Lijuan         | 16,46 m     |
| 7    | Océanie            | Bev Francis         | 15,16 m     |
| 8    | Afrique            | Odette Mistoul      | 13,71 m     |

## Lancer du marteau
| Rang | Pays ou continent  | Athlète             | Performance |
| ---- | ------------------ | ------------------- | ----------- |
| 1    | Union soviétique   | Sergey Litvinov     | 78,70 m     |
| 2    | Europe             | Karl-Hans Riehm     | 75,88 m     |
| 3    | Allemagne de l'Est | Roland Steuk        | 74,82 m     |
| 4    | Océanie            | Peter Farmer        | 71,68 m     |
| 5    | Amériques          | Armando Orozco      | 69,62 m     |
| 6    | Asie               | Shigenobu Murofushi | 67,32 m     |
| 7    | États-Unis         | Boris Djerassi      | 65,20 m     |
| 8    | Afrique            | Abdellah Boubekeur  | 51,66 m     |

## Lancer du javelot
| Rang | Pays ou continent  | Athlète           | Performance |
| ---- | ------------------ | ----------------- | ----------- |
| 1    | Allemagne de l'Est | Wolfgang Hanisch  | 86,48 m     |
| 2    | Océanie            | Mike O'Rourke     | 85,80 m     |
| 3    | Amériques          | Antonio Gonzalez  | 83,44 m     |
| 4    | Europe             | Michael Wessing   | 81,06 m     |
| 5    | Union soviétique   | Aleksandr Makarov | 80,76 m     |
| 6    | Afrique            | Jacques Ayé Abehi | 74,94 m     |
| 7    | Asie               | Shen Maomao       | 72,70 m     |
| 8    | États-Unis         | Duncan Atwood     | 71,06 m     |

| Rang | Pays ou continent  | Athlète          | Performance |
| ---- | ------------------ | ---------------- | ----------- |
| 1    | Allemagne de l'Est | Ruth Fuchs       | 66,10 m     |
| 2    | Europe             | Eva Raduly-Zorgo | 65,82 m     |
| 3    | Amériques          | María Colón      | 63,50 m     |
| 4    | États-Unis         | Kathy Schmidt    | 59,98 m     |
| 5    | Union soviétique   | Saida Gunba      | 57,00 m     |
| 6    | Asie               | Li Xiaohui       | 52,50 m     |
| 7    | Océanie            | Pamela Matthews  | 52,48 m     |
| 8    | Afrique            | Agnès Tchuinté   | 49,64 m     |

## 4 × 100 m relais
| Rang | Pays ou continent  | Athlètes                                                                    | Temps   |
| ---- | ------------------ | --------------------------------------------------------------------------- | ------- |
| 1    | Amériques          | Osvaldo Lara Nelson Rocha dos Santos Silvio Leonard Altevir Silva de Araújo | 38 s 70 |
| 2    | États-Unis         | Mike Roberson Harvey Glance Mel Lattany Steve Riddick                       | 38 s 77 |
| 3    | Europe             | Jerzy Brunner Leszek Dunecki Zenon Licznerski Marian Woronin                | 38 s 85 |
| 4    | Allemagne de l'Est | Klaus-Dieter Kurrat Detlef Kübeck Olaf Prenzler Steffen Thrän               | 38 s 86 |
| 5    | Afrique            |                                                                             | 39 s 02 |
| 6    | Union soviétique   |                                                                             | 39 s 52 |
| 7    | Océanie            |                                                                             | 39 s 85 |
| 8    | Asie               |                                                                             | 40 s 09 |

| Rang | Pays ou continent  | Athlètes                                                           | Temps   |
| ---- | ------------------ | ------------------------------------------------------------------ | ------- |
| 1    | Europe             | Linda Haglund Chantal Réga Annegret Richter Heather Oakes          | 42 s 19 |
| 2    | Allemagne de l'Est | Christina Brehmer Romy Schneider Ingrid Auerswald Marlies Göhr     | 42 s 32 |
| 3    | Union soviétique   | Vera Anisimova Olga Korotkova Marina Sidorova Lyudmila Kondratyeva | 42 s 52 |
| 4    | États-Unis         |                                                                    | 43 s 53 |
| 5    | Amériques          |                                                                    | 43 s 99 |
| 6    | Océanie            |                                                                    | 44 s 62 |
| 7    | Afrique            |                                                                    | 44 s 83 |
| 8    | Asie               |                                                                    | 46 s 19 |

## 4 × 400 m relais
| Rang | Pays ou continent  | Athlètes                                                               | Temps         |
| ---- | ------------------ | ---------------------------------------------------------------------- | ------------- |
| 1    | États-Unis         | Herman Frazier Darrell Green Willie Smith Tony Darden                  | 3 min 00 s 70 |
| 2    | Europe             | Ryszard Podlas Harry Schulting Franz-Peter Hofmeister Harald Schmid    | 3 min 00 s 80 |
| 3    | Afrique            | Billy Konchellah Ndubuisi Dele Udo James Atuti Hassan El Kashief       | 3 min 01 s 22 |
| 4    | Union soviétique   | Viktor Burakov Vasyl Arkhypenko Remigijus Valiulis Nikolay Chernetskiy | 3 min 02 s 14 |
| 5    | Amériques          | Ian Stapleton Colin Bradford Brian Saunders Clyde Edwards              | 3 min 02 s 39 |
| 6    | Allemagne de l'Est |                                                                        | 3 min 05 s 27 |
| 7    | Océanie            |                                                                        | 3 min 06 s 2  |
| 8    | Asie               |                                                                        | 3 min 12 s 49 |

| Rang | Pays ou continent  | Athlètes                                                               | Temps         |
| ---- | ------------------ | ---------------------------------------------------------------------- | ------------- |
| 1    | Allemagne de l'Est | Gabriele Kotte Christina Brehmer Brigitte Kohn Marita Koch             | 3 min 20 s 37 |
| 2    | Union soviétique   | Irina Bagryantseva Tetyana Prorochenko Nina Zyuskova Mariya Kulchunova | 3 min 23 s 04 |
| 3    | États-Unis         | Sharon Dabney Rosalyn Bryant Patricia Jackson Sherri Howard            | 3 min 27 s 36 |
| 4    | Europe             | Karoline Käfer Jarmila Kratochvílová Elke Decker Irena Szewinska       | 3 min 27 s 39 |
| 5    | Amériques          | Aurelia Pentón Jackie Pusey Marita Payne June Griffith                 | 3 min 28 s 50 |
| 6    | Océanie            |                                                                        | 3 min 35 s 60 |
| 7    | Afrique            |                                                                        | 3 min 36 s 24 |
| 8    | Asie               |                                                                        | 3 min 48 s 75 |